# Gustav Adolf Seeck
Gustav Adolf Seeck (* 12. November 1933 in Königsberg (Preußen); † 2. Oktober 2024 in Kiel) war ein deutscher Altphilologe.

## Leben
Seeck studierte an den Universitäten Göttingen, München und Kiel Klassische Philologie und Philosophie. Er wurde 1962 an der Universität Kiel promoviert. Nach einem Forschungsaufenthalt am Center for Hellenic Studies der Harvard University (1967/1968) habilitierte er sich 1969 in Kiel und lehrte dort. 1981 folgte er einem Ruf als ordentlicher Professor für Klassische Philologie an die Universität Frankfurt am Main, wo er bis zu seiner Emeritierung 1999 lehrte.
Seeck beschäftigte sich mit antiker Philosophie (insbesondere Platon und Aristoteles), dem antiken Drama, Epik und Literaturtheorie. Seit 1978 war er Mitherausgeber der Reihe Zetemata.

## Schriften (Auswahl)
- Über die Elemente in der Kosmologie des Aristoteles. Untersuchungen zu "De generatione et corruptione" und "De caelo" (= Zetemata, Bd. 34). Beck, München 1964 (Dissertation Universität Kiel).
- (Hrsg.): Die Naturphilosophie des Aristoteles (= Wege der Forschung, Bd. 225). Wissenschaftliche Buchgesellschaft, Darmstadt 1975, ISBN 3-534-04551-3.
- Dramatische Strukturen der griechischen Tragödie. Untersuchungen zu Aischylos (= Zetemata, Bd. 81). Beck, München 1984, ISBN 3-406-09681-6.
- Unaristotelische Untersuchungen zu Euripides. Ein motivanalytischer Kommentar zur "Alkestis" (= Bibliothek der klassischen Altertumswissenschaften, Reihe 2, N.F., Bd. 75). Winter, Heidelberg 1985, ISBN 3-533-03551-4 (Habilitationsschrift Universität Kiel).
- Nicht-Denkfehler und natürliche Sprache bei Platon. Gerechtigkeit und Frömmigkeit in Platons Protagoras (= Zetemata, Bd. 96). Beck, München 1997, ISBN 3-406-42393-0.
- Die griechische Tragödie. Reclam, Stuttgart 2000, ISBN 3-15-017621-2.
- Homer. Eine Einführung. Reclam, Stuttgart 2004, ISBN 3-15-017651-4.
- Euripides / Alkestis. Hrsg., übers. und kommentiert von Gustav Adolf Seeck. De Gruyter, Berlin 2008, ISBN 978-3-11-018876-9.
- Platons Theaitetos. Ein kritischer Kommentar (= Zetemata, Bd. 137). Beck, München 2010, ISBN 978-3-406-60808-7
- Platons "Sophistes". Ein kritischer Kommentar (= Zetemata, Bd. 141). Beck, München 2011, ISBN 978-3-406-62558-9.
- Platons Politikos. Ein kritischer Kommentar (= Zetemata, Bd. 144). Beck, München 2012, ISBN 978-3-406-64169-5.
- Platons "Philebos". Ein kritischer Kommentar (= Zetemata, Bd. 148). Beck, München 2014, ISBN 978-3-406-66322-2.
- Platons Staat. Ein kritischer Kommentar (= Zetemata, Bd. 150). Beck, München 2015, ISBN 978-3-406-68329-9.
- Einführender Kommentar zu Aristoteles' Politik (= Philosophische Bibliothek, Bd. 728). Meiner, Hamburg 2019, ISBN 978-3-7873-3618-0.
- Platons "Gorgias". Einführende Übersetzung und Kommentar (= Philosophische Bibliothek, Bd. 734). Meiner, Hamburg 2020, ISBN 978-3-7873-3773-6.
- Platon anders gelesen. Eine Einführung in Platons "Protagoras" (= Kalliope, Bd. 21). Winter, Heidelberg 2021, ISBN 978-3-8253-4861-8.